# Stazione di San Benedetto Po
Stazione di San Benedetto Po vasútállomás Olaszországban, Lombardia régióban, San Benedetto Po településen.

## Vasútvonalak
Az állomást az alábbi vasútvonalak érintik:
- Suzzara–Ferrara-vasútvonal

## Kapcsolódó állomások
A vasútállomáshoz az alábbi állomások vannak a legközelebb:
- Stazione di Quistello (Stazione di Ferrara, Suzzara–Ferrara-vasútvonal)
- Stazione di Pegognaga (Stazione di Suzzara, Suzzara–Ferrara-vasútvonal)